# Řisuty
Řisuty är en ort i Tjeckien.   Den ligger i regionen Mellersta Böhmen, i den centrala delen av landet, 30 km väster om huvudstaden Prag. Řisuty ligger 304 meter över havet och antalet invånare är 296.
Terrängen runt Řisuty är lite kuperad. Runt Řisuty är det mycket tätbefolkat, med 1 135 invånare per kvadratkilometer. Närmaste större samhälle är Kladno, 10,4 km sydost om Řisuty. Trakten runt Řisuty består till största delen av jordbruksmark.